# Pheidole teneriffana
Pheidole teneriffana är en myrart som beskrevs av Auguste-Henri Forel 1893. Pheidole teneriffana ingår i släktet Pheidole och familjen myror.

## Underarter
Arten delas in i följande underarter:
- P. t. taina
- P. t. teneriffana

## Bildgalleri

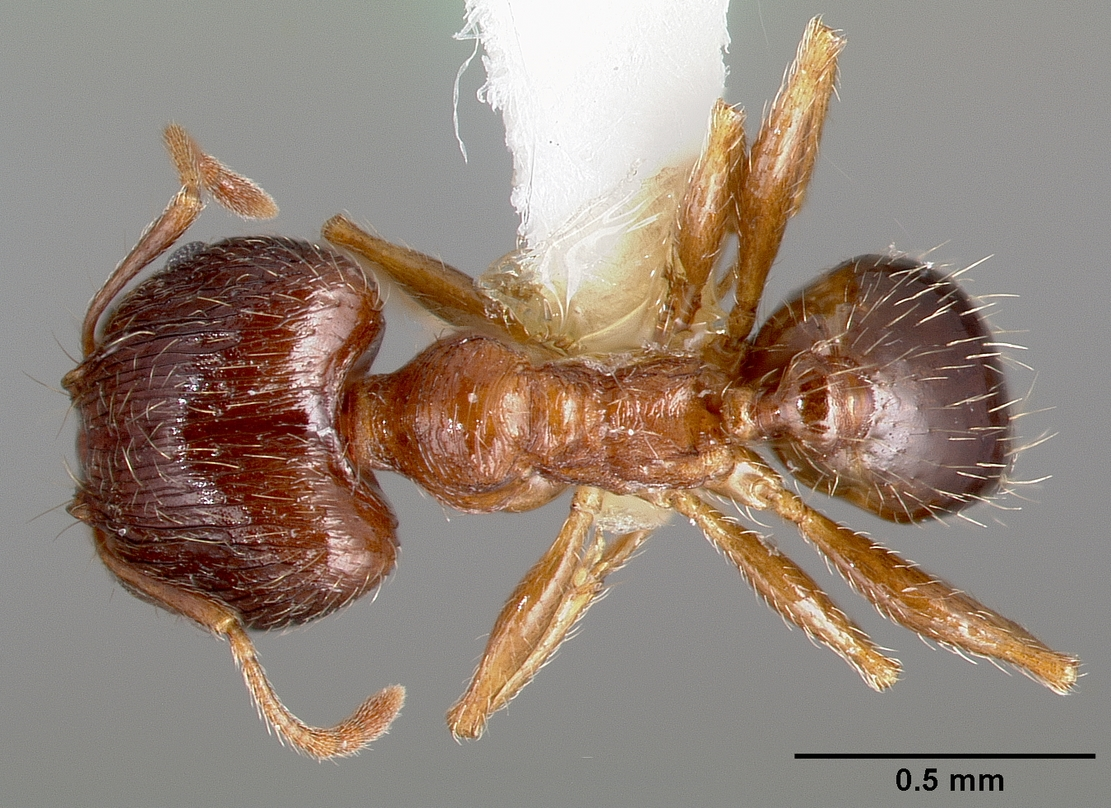
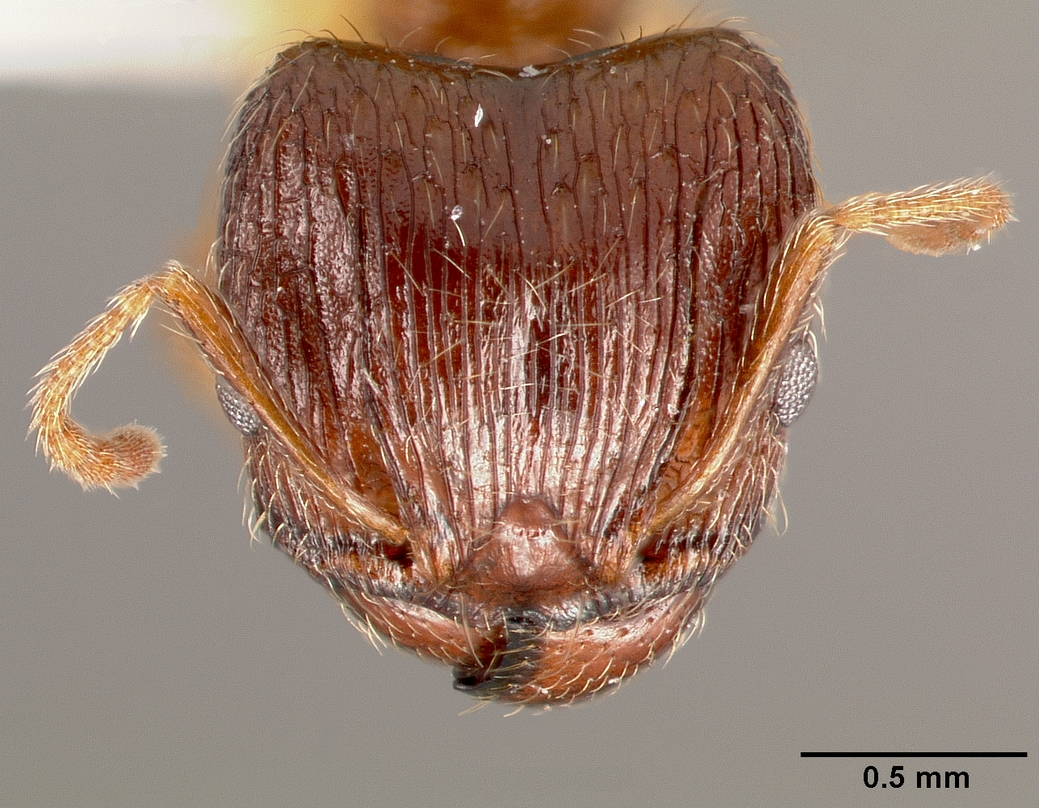
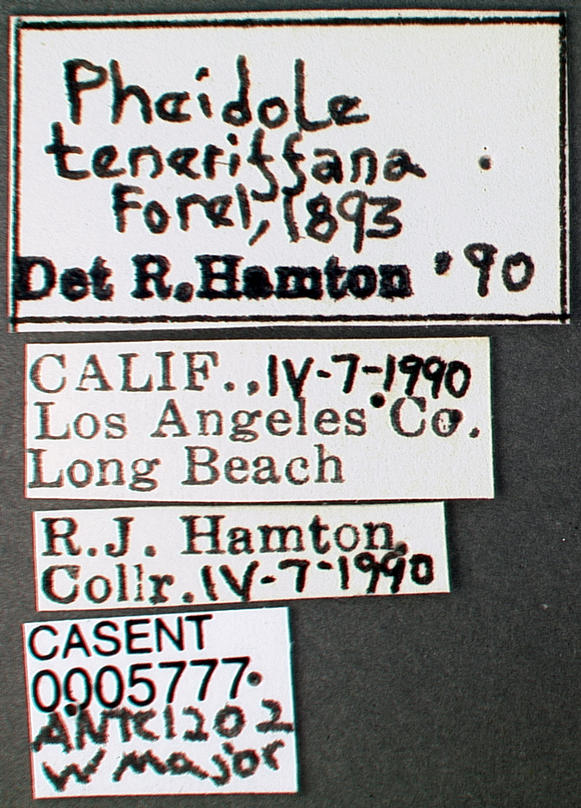
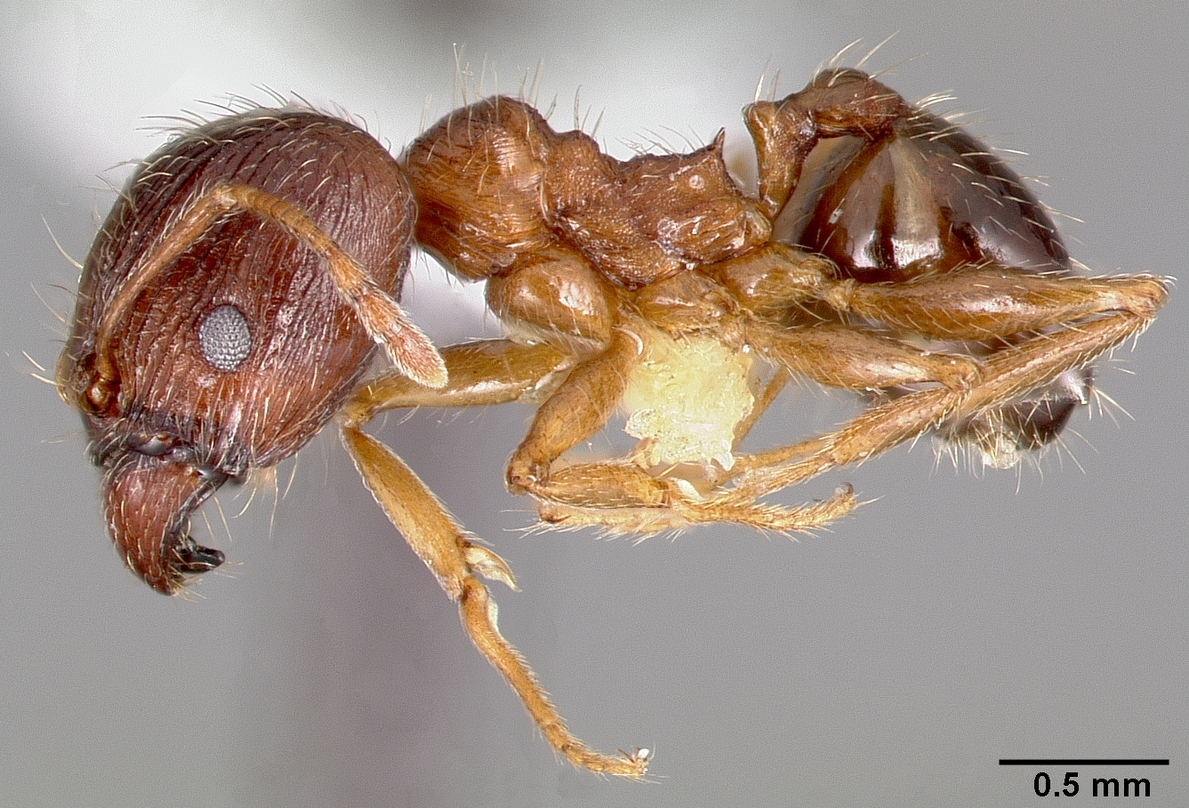
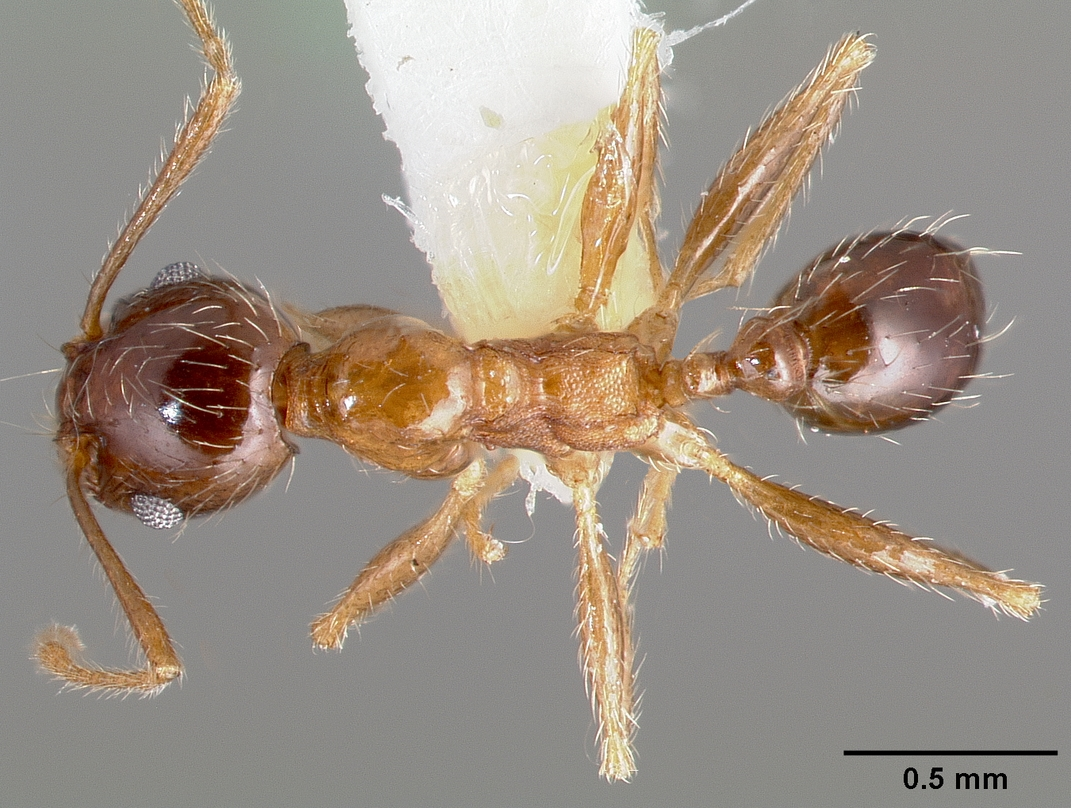
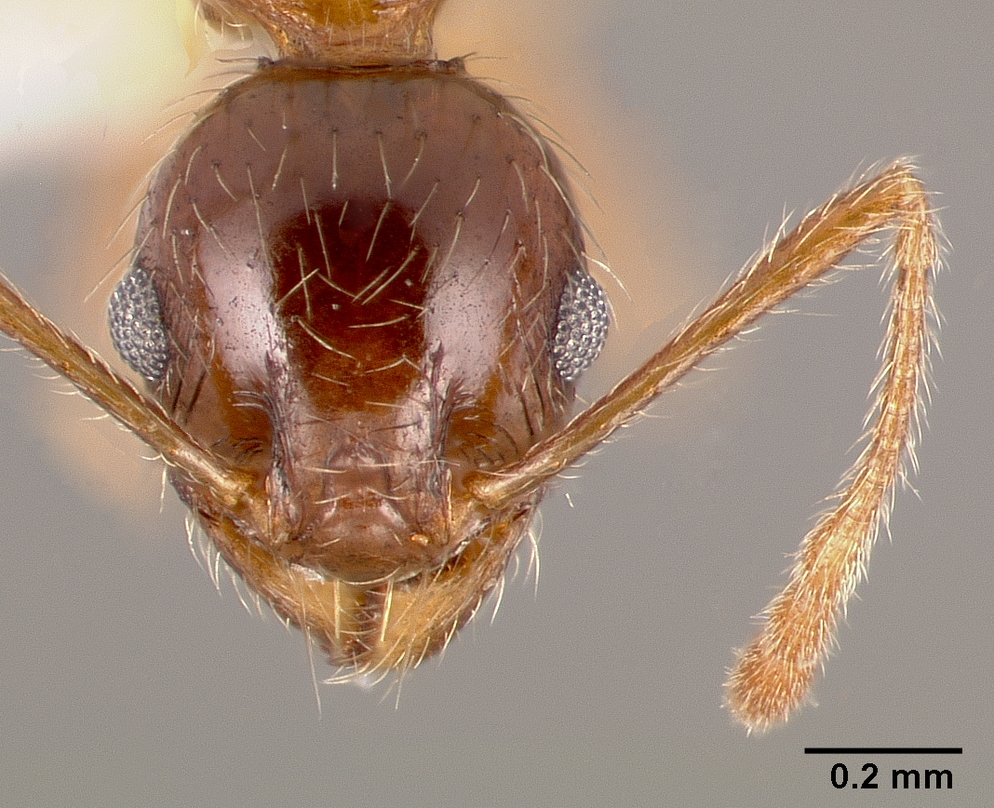